# Dionysos du Tibre
Le Dionysos du Tibre est une statue antique en bronze représentant Dionysos, le dieu grec du vin. Cette statue de 150 centimètres de haut présente des similitudes avec les œuvres de Praxitèle et des artistes les plus renommés de l'époque d'Hadrien et d'Antonin le Pieux. Elle est conservée au Musée national romain dans le Palazzo Massimo alle Terme à Rome.

## Histoire
La statue a été découverte en 1885, lors de la construction de l'un des piliers du pont Garibaldi, conçu par l'architecte Angelo Vescovali,. En 1891, l'Apollon du Tibre a été découvert dans la même zone et est conservé dans le même musée. Entre 1984 et 1985, l'œuvre a fait l'objet d'une restauration conservatrice.

## Description

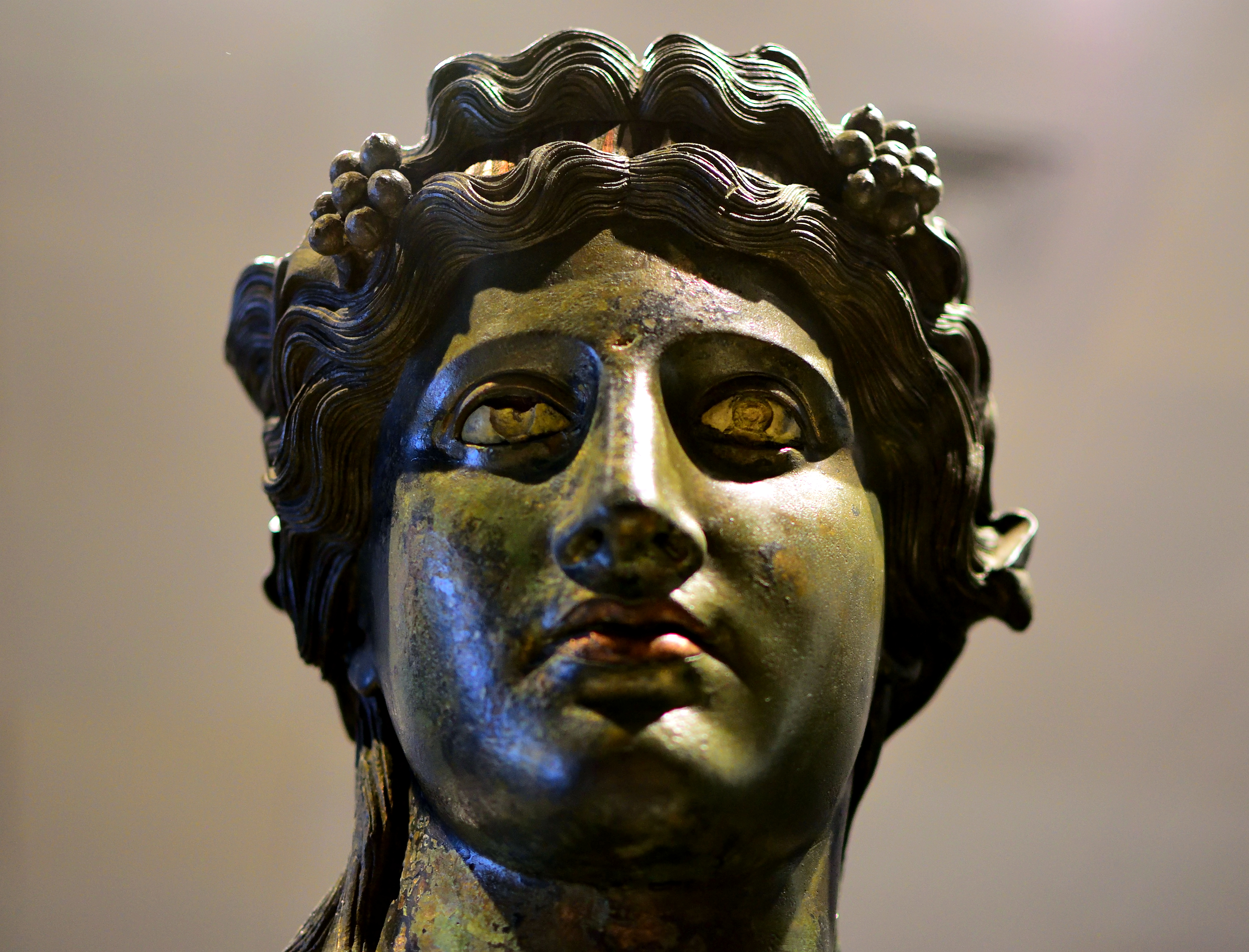
Un détail du visage de Dionysos.

La statue représente un Dionysos nu, jeune, reposant sur sa jambe droite, tandis que la gauche est nettement fléchie. Le dieu repose sur l'avant-pied et tient de son bras gauche un thyrse, l'un de ses attributs traditionnels. Sa tête est entourée d'une couronne de feuilles de vigne, un autre de ses attributs.
L'œuvre fait référence à un modèle célèbre, dit « Dionysos de l'abbaye de Woburn », créé au milieu du IVe siècle avant JC, dont plus d'une vingtaine de copies et variantes sont connues. Il s’agit du premier type de statue représentant le dieu nu et jeune, et elle connut un grand succès aux époques hellénistique et romaine. La position du bras gauche diffère cependant de celle observée dans les spécimens de la glyptothèque Ny Carlsberg à Copenhague et dans la statue des Horti Lamiani des musées du Capitole à Rome. Paul Zanker soutient que la composition de la statue du Tibre dérive de ce qu'on appelle « l'athlète Stefano », une création romaine classique du Ier siècle avant JC, modifiée par l'ajout de cheveux longs et ondulés. Cela fait de l'œuvre une création éclectique de l'époque impériale et indique le goût classique de cette époque.